# Trophée de la comédie musicale de l'artiste interprète masculin
 (mars 2022).
La mise en forme du texte ne suit pas les recommandations de Wikipédia : il faut le « wikifier ».
Les points d'amélioration suivants sont les cas les plus fréquents. Le détail des points à revoir est peut-être précisé sur la page de discussion.
- Les titres sont pré-formatés par le logiciel. Ils ne sont ni en capitales, ni en gras.
- Le texte ne doit pas être écrit en capitales (les noms de famille non plus), ni en gras, ni en italique, ni en « petit »…
- Le gras n'est utilisé que pour surligner le titre de l'article dans l'introduction, une seule fois.
- L'italique est rarement utilisé : mots en langue étrangère, titres d'œuvres, noms de bateaux, etc.
- Les citations ne sont pas en italique mais en corps de texte normal. Elles sont entourées par des guillemets français : « et ».
- Les listes à puces sont à éviter, des paragraphes rédigés étant largement préférés. Les tableaux sont à réserver à la présentation de données structurées (résultats, etc.).
- Les appels de note de bas de page (petits chiffres en exposant, introduits par l'outil «  Source ») sont à placer entre la fin de phrase et le point final[comme ça].
- Les liens internes (vers d'autres articles de Wikipédia) sont à choisir avec parcimonie. Créez des liens vers des articles approfondissant le sujet. Les termes génériques sans rapport avec le sujet sont à éviter, ainsi que les répétitions de liens vers un même terme.
- Les liens externes sont à placer uniquement dans une section « Liens externes », à la fin de l'article. Ces liens sont à choisir avec parcimonie suivant les règles définies. Si un lien sert de source à l'article, son insertion dans le texte est à faire par les notes de bas de page.
- La présentation des références doit suivre les conventions bibliographiques. Il est recommandé d'utiliser les modèles {{Ouvrage}}, {{Chapitre}}, {{Article}}, {{Lien web}} et/ou {{Bibliographie}}. Le mode d'édition visuel peut mettre en forme automatiquement les références.
- Insérer une infobox (cadre d'informations à droite) n'est pas obligatoire pour parachever la mise en page.

Pour une aide détaillée, merci de consulter Aide:Wikification.
Si vous pensez que ces points ont été résolus, vous pouvez retirer ce bandeau et améliorer la mise en forme d'un autre article.
Le Trophée de la comédie musicale (TCM) de l'artiste interprète masculin est une récompense artistique française décernée tous les ans depuis 2017 dans le cadre des Trophées de la comédie musicale. C'est l'équivalent français du Tony Award du meilleur acteur dans une comédie musicale.
Le prix n'a pas été décerné pendant deux ans (2020 et 2021) à cause de la pandémie de Covid-19 qui a imposé aux salles de spectacles de fermer leurs portes. La cérémonie est de retour en juin 2022,,,,,.
L'acteur et chanteur Vincent Heden reste pour le moment le seul à avoir obtenu trois nominations dans cette catégoriemais n'a à ce jour jamais remporté le prix.

## Palmarès
- 2017 : David Alexis • Priscilla, Folle du désert – La comédie musicale[8]
  - Philippe d’Avilla pour son rôle dans Gutenberg ! Le musical
  - Alexandre Faitrouni pour son rôle dans 31 – Comédie (musicale)
  - Vincent Héden pour son rôle dans Love Circus – La comédie musicale
  - Arnaud Léonard pour son rôle dans Oliver Twist – Le musical
  - Édouard Thiébaut pour son rôle dans La Poupée Sanglante

- 2018 : Fabian Richard • Comédiens !
  - Guillaume Bouchède pour son rôle dans Hairspray
  - Vincent Héden pour son rôle dans Emilie Jolie
  - Alexis Loizon pour son rôle dans Grease, la comédie musicale
  - Cyril Romoli pour son rôle dans Comédiens !

- 2019 : Doryan Ben • We Will Rock You[9]
  - Jean-Luc Guizonne pour son rôle dans Chicago
  - David Eguren pour son rôle dans La Tour de 300 Mètres – Le Musical
  - Arnaud Schmitt pour son rôle dans Le Malade Imaginaire en La Majeur
- 2022 : Benoit Cauden • Les Producteurs[10]
  - Vincent Héden pour son rôle dans The Pajama Game
  - Arnaud Denissel pour son rôle Charlie et la Chocolaterie
  - Serge Postigo pour son rôle dans Les Producteurs
  - Olivier Breitman pour son rôle dans Le Roi Lion
  - Simon Heulle pour son rôle dans Exit
- 2023 : Vincent Gilliéron • Ego-Systeme[11]
  - Côme pour son rôle dans Starmania
  - Jérôme Pradon pour son rôle dans La Tempête
  - Vincent Gilliéron pour son rôle dans Ego-Systeme
  - Adrien Biry-Vicente pour son rôle dans Ego-Systeme
  - Fred Radix pour son rôle dans La Claque
- 2024 : Brice Hillairet • Hedwig and the Angry Inch[12]
  - Garlan Le Martelot pour son rôle dans Courgette
  - Jacques Verzier pour son rôle dans Woman of the Year
  - Franck Vincent pour son rôle dans Zazie dans le métro

## Statistiques des personnalités nommées à plusieurs reprises
- 3 nominations : Vincent Heden